# 調律葬交 Zyklus;CODE 0≒SCORE
『調律葬交 Zyklus;CODE 0≒SCORE』はCDレーベル『IM』から発売されたドラマCD。原作・脚本は二宮愛。イラストは田倉トヲル。
『コミックZERO-SUM増刊WARD』で片桐いくみによる漫画版『調律葬交 Zyklus;CODE』が2012年から連載されていたが、掲載誌休刊に伴い、2015年に連載を終了した。

## 概要
本作の舞台は、心を持つ楽器「AX（アクス）」が普及している近未来の世界。「AX」は楽器としての機能を持ったアンドロイドであり、演奏者の手によって音楽を奏でる。

## 登場人物
士柳蓮太郎
声：寺島拓篤
本作の主人公。オルゴール職人の青年。24歳。ペトルーシュカの疑似奏者となる。
ペトルーシュカ
声：斎藤千和
本作のヒロイン。心を持つ楽器「AX」の少女。タイプはオルガンで、外見年齢は16歳。蓮太郎に拾われ共に暮らすことになる。
ジゼル
声：山口勝平
AXの少年。タイプはヴァイオリンで、外見年齢は17歳。